# 영관급 장교
영관급 장교(領官, 영어: Field officer, (Field Officer(육군, 공군, 해병대) / Senior Officer(해군, 해안경비대)))란, 군대에서의 소령, 중령, 대령을 통틀어 이르는 말이다. 주로 소령은 대대, 연대급 참모, 중령은 대대장, 대령은 연대장을 맡는다. 영관보다 높은 계급으로는 장성이라고 부른다.
영관급 장교가 되면 지휘봉이 지급된다.
군대에서는 가장 폭넓은 분야에서 활약하고 있으며 너무 극소수만 선발되는 장성급 장교나 인원은 많지만 일찍 제대하는 대부분의 위관급 장교와는 달리 장교 중에서는 가장 깊이있고 전문적인 활약을 하고 있다.
영관급 장교의 대나무 이파리하고 다이아몬드는 사계절 내내 푸름과 굳건한 기상, 그리고 절개를 상징한다.